# 卢万河畔达马里
卢万河畔达马里（法語：Dammarie-sur-Loing，法語發音：[damaʁi syʁ lwɛ̃]）是法国卢瓦雷省的一个市镇，位于该省东部，属于蒙塔日区。

## 地理
卢万河畔达马里（47°47'2"N, 2°52'50"E）面积20.94 平方千米，位于法国中央-卢瓦尔河谷大区卢瓦雷省，该省份为法国中北部省份，北起埃松省，西北接厄尔-卢瓦省，西南接卢瓦-谢尔省，南至涅夫勒省和谢尔省，东临约讷省，东北接塞纳-马恩省。
与卢万河畔达马里接壤的市镇（或旧市镇、城区）包括：沙蒂永科利尼、阿东、米勒龙河畔阿扬、加蒂奈地区凡、罗尼-莱塞特埃克吕斯、圣热纳维耶韦-代布瓦。

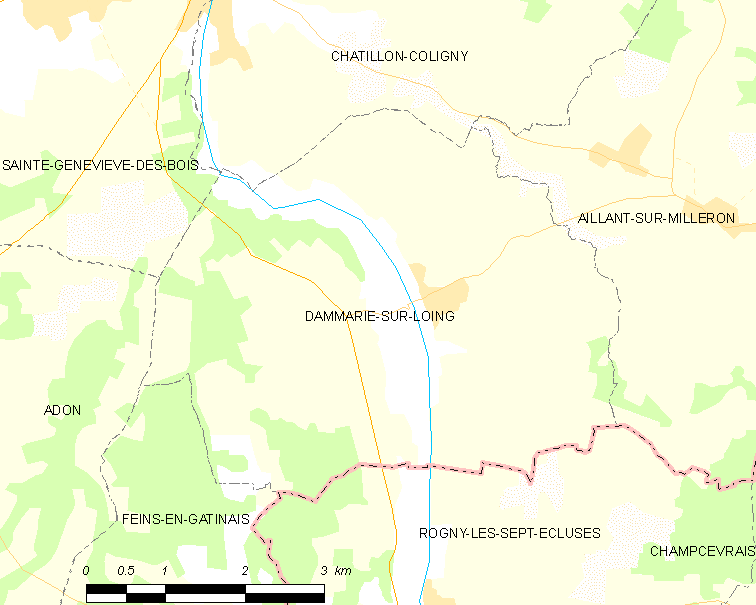
卢万河畔达马里的OSM定位图

卢万河畔达马里的时区为UTC+01:00、UTC+02:00（夏令时）。

## 行政
卢万河畔达马里的邮政编码为45230，INSEE市镇编码为45121。

## 政治
卢万河畔达马里所属的省级选区为洛里斯县。

## 人口

1962-2008年间卢万河畔达马里人口变化图示

卢万河畔达马里于2022年1月1日时的人口数量为460人。